# École nationale supérieure de chimie de Paris
A École Nationale Supérieure de Chimie de Paris (Chimie ParisTech ou ENSCP) é uma escola de engenharia, localizada em Paris, França. Foi fundada em 1896 pelo químico Charles Friedel. Atualmente faz parte do grupo ParisTech, juntamente com mais 12 escolas francesas, tais como a École Polytechnique e a École Nationale des Ponts et Chaussées.